# سدبرگ
سدبرگ (به انگلیسی: Sadberge) یک روستا و محله مدنی در بریتانیا است که در Darlington واقع شده‌است. سدبرگ ۶۹۱ نفر جمعیت دارد.